# 松浦東介

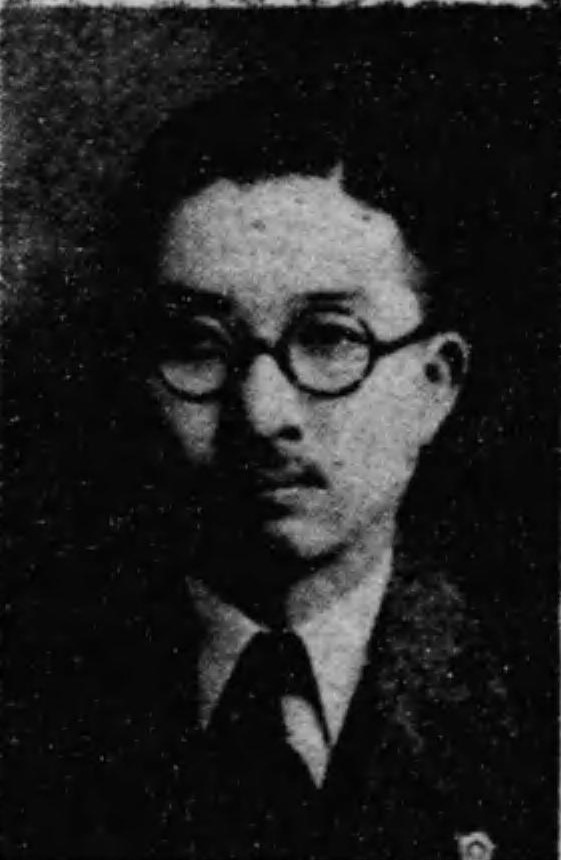
松浦東介

松浦 東介（まつうら とうすけ、1907年（明治40年）4月18日 - 1964年（昭和39年）3月6日）は、日本の農業関係者、政治家。衆議院議員。

## 経歴
山形県東村山郡成生村（現在の天童市）大字大清水に生まれる。1926年、山形県立寒河江中学校を卒業。山形県会議員、同参事会員を務めた。1942年の翼賛選挙では山形1区（当時）から大政翼賛会の推薦を受けずに立候補したため落選した。
1946年4月、第22回衆議院議員総選挙で山形選挙区から出馬して当選。以後、23回、24回、25回、27回、29回、第30回総選挙で当選し、衆議院議員を通算7期務め、在任中の昭和39年3月6日東京に於いて死去した。墓所は山形市の長源寺。
この間、日本自由党、民主自由党、自由党、日本民主党、自由民主党に所属。衆議院決算委員長、同農林委員長、第4次吉田内閣の農林政務次官などを歴任。また所属政党の党総務、政務調査会副会長、農林部長などを務めた。
その他、東村山郡畜産組合長、山形県馬匹組合連合会副会長、同畜産会長、同家畜商商業組合連合会長、同果樹振興協議会長、全国土地改良協会副会長、農業共済基金理事長などを務めた。

## 伝記
- 後藤嘉一『松浦東介伝』松浦東介先生顕彰会、1969年。